# 伍怡欣
伍怡欣（Ng Yee Yun Jessica，1989年8月15日—），生於香港，為現任傑志總領隊伍健女兒，早於15歲時已在快譯通協助球隊雜務，其後在傑志及香港巴塞足球學校擔任公關，在加拿大英屬哥倫比亞大學心理學系畢業後投身傑志擔任公關經理，現時擔任香港超級聯賽球隊傑志項目及公關經理。
2020年COVID-19疫情期間，傑志中心一度關閉，賽事淡靜，伍怡欣乘機修讀哈佛大學的遙距課程，她也修讀韓文，並於2020年9月入讀香港中文大學EMBA。